# 费鲁乔·达拉托雷
费鲁乔·达拉托雷（義大利語：Ferruccio Dalla Torre，1931年11月4日—1987年3月12日），意大利男子雪车运动员。他曾代表意大利参加国际雪车联合会世界锦标赛，获得一枚金牌和二枚银牌。他也曾参加1964年冬季奥运会。